# Basananthe subsessilicarpa
Basananthe subsessilicarpa là một loài thực vật có hoa trong họ Lạc tiên. Loài này được J.B.Gillett ex Verdc. mô tả khoa học đầu tiên năm 1998.